# Стар
Стар (на английски: Star) е град в окръг Ейда, щата Айдахо, САЩ. Стар е с население от 1795 жители (2000) и обща площ от 2,2 km². Намира се на 753 m надморска височина. ЗИП кодът му е 83669, а телефонният му код е 208.